# Дискография 50 Cent
Нижеперечисленное является дискографией американского рэпера 50 Cent. Она состоит из 6 студийных альбомов, 3 сборников, 2 видео-альбомов, 1 саундтрека, 7 микстейпов, 23 синглов и 29 клипов. В 2022 году выпускает шестой последний альбом. После прекращает музыкальную деятельность и продолжит актёрскую, режиссёрскую и продюсерскую карьеру.

## Альбомы

### Студийные альбомы
| Год  | Альбом | Наивысшая позиция в чартах | Наивысшая позиция в чартах | Наивысшая позиция в чартах | Наивысшая позиция в чартах | Наивысшая позиция в чартах | Наивысшая позиция в чартах | Наивысшая позиция в чартах | Наивысшая позиция в чартах | Наивысшая позиция в чартах | Продажи                                                       | Сертификация |
| Год  | Альбом | US                         | AUS                        | BEL                        | CAN                        | FRA                        | GER                        | NZ                         | SWI                        | UK                         | Продажи                                                       | Сертификация |
| ---- | --- | -------------------------- | -------------------------- | -------------------------- | -------------------------- | -------------------------- | -------------------------- | -------------------------- | -------------------------- | -------------------------- | ------------------------------------------------------------- | --- |
| 2003 | Get Rich or Die Tryin' - Дата выхода: 6 февраля, 2003 - Лейбл: Shady, Aftermath, Interscope - Формат: CD, CS, MD, LP               | 1                          | 4                          | 3                          | 1                          | 12                         | 4                          | 3                          | 8                          | 2                          | - US: 8 миллионов - UK: 600,000 - По всему миру: 15 миллионов | - US: 8× Платиновый - AUS: 2× Платиновый - CAN: 6× Платиновый - FRA: Золотой - GER: Золотой - SWI: Платиновый - UK: 2× Платиновый |
| 2005 | The Massacre - Дата выхода: 3 марта, 2005 - Лейбл: Shady, Aftermath, Interscope - Формат: CD, CS, MD, LP                           | 1                          | 2                          | 3                          | 1                          | 3                          | 1                          | 1                          | 2                          | 1                          | - US: 5 Миллионов - UK: 300,000 - По всему миру: 11 миллионов | - US: 5× Платиновый - AUS: Платиновый - CAN: 3× Платиновый - FRA: Золотой - GER: Платиновый - SWI: Платиновый - UK: Платиновый    |
| 2007 | Curtis - Дата выхода: 11 сентября, 2007 - Лейбл: Shady, Aftermath, Interscope - Формат: CD, MD, LP                                 | 2                          | 1                          | 3                          | 2                          | 3                          | 2                          | 1                          | 1                          | 2                          | - US: 1.3 миллион - По всему миру: 2.5 миллиона               | - US: Платиновый - AUS: Золотой - FRA: Золотой - GER: Золотой                                                                     |
| 2009 | Before I Self Destruct - Дата выхода: 9 ноября, 2009 - Лейбл: Shady, Aftermath, Interscope - Формат: CD, MD, LP                    | 5                          | 19                         | 34                         | 11                         | 15                         | 36                         | 35                         | 13                         | 22                         | - US: 600,000 - По всему миру: 1,000,000                      | - US: Золотой |
| 2014 | Animal Ambition - Дата выхода: 3 июня, 2014 года - Лейбл: G-Unit Records, Caroline, Capitol - Формат: CD, LP, Цифровая дистрибуция | —                          | —                          | —                          | —                          | —                          | —                          | —                          | —                          | —                          |                                                               | |
|      | |                            |                            |                            |                            |                            |                            |                            |                            |                            |                                                               | |
|      | |                            |                            |                            |                            |                            |                            |                            |                            |                            |                                                               | |

### Неизданные альбомы
| Год  | Название                                      |
| ---- | --------------------------------------------- |
| 1999 | Power of the Dollar - Лейбл: Columbia Records |

### Сборники
| Год  | Альбом | Наивысшая позиция в чартах | Наивысшая позиция в чартах | Наивысшая позиция в чартах | Наивысшая позиция в чартах | Наивысшая позиция в чартах | Наивысшая позиция в чартах | Наивысшая позиция в чартах | Наивысшая позиция в чартах | Наивысшая позиция в чартах |
| Год  | Альбом | US                         | AUS                        | BEL                        | CAN                        | FRA                        | GER                        | NZ                         | SWI                        | UK                         |
| ---- | --- | -------------------------- | -------------------------- | -------------------------- | -------------------------- | -------------------------- | -------------------------- | -------------------------- | -------------------------- | -------------------------- |
| 2002 | Guess Who’s Back? - Дата выхода: 26 апреля, 2002 - Лейбл: Full Clip                                                                                          | 28                         | —                          | —                          | —                          | —                          | —                          | —                          | —                          | —                          |
| 2003 | 24 Shots - Дата выхода: 2003 - Лейбл: Full Clip, Columbia, Aftermath, Interscope, Shady                                                                      | —                          | —                          | —                          | —                          | —                          | —                          | —                          | —                          | —                          |
| 2009 | Get Rich or Die Tryin' / The Massacre Архивная копия от 9 ноября 2013 на Wayback Machine - Дата выхода: 3 ноября, 2009 - Лейбл: Shady, Aftermath, Interscope | —                          | —                          | —                          | —                          | —                          | —                          | —                          | —                          | —                          |
| 2009 | Before I Self Destruct: The Selects - Дата выхода: 21 декабря, 2009 - Лейбл: Shady, Aftermath, Interscope                                                    | —                          | —                          | —                          | —                          | —                          | —                          | —                          | —                          | —                          |
| 2017 | Best Of - Дата выхода: 31 марта, 2017 - Лейбл: Shady, Aftermath, Interscope                                                                                  |                            |                            |                            |                            |                            |                            |                            |                            |                            |

### Микстейпы
| Год  | Альбом                                                                                                |
| ---- | --- |
| 2002 | 50 Cent Is the Future (с G-Unit) - Лейбл: BCD Music Group                                             |
| 2002 | No Mercy, No Fear (с G-Unit) - Дата выхода: 1 июня, 2002 - Лейбл: BCD Music Group                     |
| 2002 | God’s Plan (с G-Unit) - Дата выхода: 1 августа, 2002 - Лейбл: BCD Music Group                         |
| 2005 | Bullet Proof (с DJ Whoo Kid) - Дата выхода: - Лейбл: Выпущен самостоятельно - Продюсер: Dave Chapplle |
| 2009 | War Angel LP - Дата выхода: 16 июля, 2009 - Лейбл: Выпущен самостоятельно                             |
| 2009 | Forever King - Дата выхода: 3 июля, 2009 - Лейбл: Выпущен самостоятельно                              |
| 2011 | The Big 10 - Дата выхода: 10 декабря, 2011 - Лейбл: Выпущен самостоятельно                            |
| 2012 | The Lost Tape (с DJ Drama) - Дата выхода: 23 мая, 2012 - Лейбл: Выпущен самостоятельно                |
| 2015 | The Kanan Tape - Дата выхода: 2015 - Лейбл: Не известно                                               |

### Видеоальбомы
| Год  | Название |
| ---- | --- |
| 2003 | Get Rich or Die Tryin' - Дата выхода: 6 февраля, 2003 - Лейбл: Shady/Aftermath/Interscope                                                                          |
| 2003 | 50 Cent: The New Breed - Дата выхода: 15 апреля, 2003 - Лейбл: Shady/Aftermath/Interscope - Режиссёр: Don Robinson, Damon Johnson - Продажи: 645,000 (за 2003 год) |

### Независимые альбомы
| Название              | Детали | Информация |
| --------------------- | --- | --- |
| Power of the Dollar   | - Релиз: 4 июля, 2000 (US) (не выпущен) - Лейбл: Columbia, Sony, Trackmasters - Формат: Бутлег, Цифровая дистрибуция | - Сначала должен был выйти как дебютный студийный альбом 50 Cent: Тем не менее, его выпуск был отменен. |
| Bulletproof           | - Релиз: 23 июля, 2007 (US) - Лейбл: BCD Music Group, Shadyville - Формат: CD, Цифровая дистрибуция, LP              | - Выпущен как официальный саундтрек к видеоигре 50 Cent: Bulletproof. |
| 5 (Murder by Numbers) | - Релиз: 6 июля, 2012 (US) - Лейбл: Самостоятельно выпущен - Формат: Цифровая дистрибуция                            | - Первоначально должен был выйти как пятый студийный альбом 50 Cent; 3 июля, 2012 года: Тем не менее, 50 Cent решил выпустить этот альбом и выпустить вместо него Street King Immortal как свой пятый студийный альбом. |

## Синглы
| Год  | Название                                                        | Наивысшая позиция в чартах[b] | Наивысшая позиция в чартах[b] | Наивысшая позиция в чартах[b] | Наивысшая позиция в чартах[b] | Наивысшая позиция в чартах[b] | Наивысшая позиция в чартах[b] | Наивысшая позиция в чартах[b] | Наивысшая позиция в чартах[b] | Наивысшая позиция в чартах[b] | Наивысшая позиция в чартах[b] | Сертификация                                                                                        | альбом                           |
| Год  | Название                                                        | US                            | AUS                           | BEL                           | CAN                           | FRA                           | GER                           | IRL                           | NZ                            | SWI                           | UK                            | Сертификация                                                                                        | альбом                           |
| ---- | --------------------------------------------------------------- | ----------------------------- | ----------------------------- | ----------------------------- | ----------------------------- | ----------------------------- | ----------------------------- | ----------------------------- | ----------------------------- | ----------------------------- | ----------------------------- | --------------------------------------------------------------------------------------------------- | -------------------------------- |
| 2002 | «Wanksta»                                                       | 13                            | —                             | —                             | —                             | —                             | —                             | —                             | —                             | —                             | —                             | | Саундтрек 8 Mile                 |
| 2003 | «In da Club»                                                    | 1                             | 1                             | 2                             | 1                             | 16                            | 1                             | 1                             | 1                             | 1                             | 3                             | - US: Платиновый - AUS: 2× Платиновый - GER: Золотой - SWE: Золотой - SWI: Золотой - UK: Серебряный | Get Rich or Die Tryin'           |
| 2003 | «21 Questions» (с участием Nate Dogg)                           | 1                             | 4                             | 37                            | 5                             | 58                            | 35                            | 11                            | 8                             | 14                            | 6                             | - US: Золотой - AUS: Платиновый                                                                     | Get Rich or Die Tryin'           |
| 2003 | «P.I.M.P.» (с участием Snoop Dogg, Ллойд Бэнкса и Young Buck)   | 3                             | 2                             | 10                            | 18                            | 25                            | 5                             | 4                             | 2                             | 4                             | 5                             | - US: Золотой - AUS: Платиновый - NZ: Золотой                                                       | Get Rich or Die Tryin'           |
| 2003 | «If I Can't»                                                    | 76                            | 22                            | 24                            | —                             | —                             | 34                            | 11                            | 26                            | 15                            | 10                            | | Get Rich or Die Tryin'           |
| 2004 | «Disco Inferno»                                                 | 3                             | —                             | —                             | —                             | —                             | —                             | —                             | —                             | —                             | 87                            | - US: Платиновый                                                                                    | The Massacre                     |
| 2005 | «Candy Shop» (с участием Olivia)                                | 1                             | 3                             | 1                             | 7                             | 8                             | 1                             | 2                             | 2                             | 1                             | 4                             | - US: Платиновый - AUS: Платиновый - GER: Золотой                                                   | The Massacre                     |
| 2005 | «Just a Lil Bit»                                                | 3                             | 13                            | 9                             | —                             | 38                            | 11                            | 9                             | 8                             | 11                            | 10                            | - US: Платиновый - AUS: Золотой                                                                     | The Massacre                     |
| 2005 | «Outta Control» (ремикс) (с участием Mobb Deep)                 | 6                             | 16                            | 10                            | 6                             | —                             | 8                             | 5                             | 12                            | 10                            | 7                             | | The Massacre                     |
| 2005 | «Hustler’s Ambition»                                            | 65                            | 23                            | 39                            | —                             | —                             | 22                            | 11                            | 17                            | 10                            | 13                            | | Саундтрек Get Rich or Die Tryin’ |
| 2005 | «Window Shopper»                                                | 20                            | 13                            | 20                            | —                             | 23                            | 20                            | 6                             | 8                             | 7                             | 11                            | - US: Золотой                                                                                       | Саундтрек Get Rich or Die Tryin’ |
| 2006 | «Best Friend» (с участием Olivia)                               | 35                            | —                             | —                             | —                             | —                             | —                             | —                             | —                             | —                             | —                             | | Саундтрек Get Rich or Die Tryin’ |
| 2006 | «I’ll Whip Ya Head Boy» (с участием Young Buck и M.O.P.)        | —                             | —                             | —                             | —                             | —                             | —                             | —                             | —                             | —                             | —                             | | Саундтрек Get Rich or Die Tryin’ |
| 2007 | «Straight to the Bank»                                          | 32                            | —                             | 73                            | —                             | 38                            | 33                            | —                             | —                             | —                             | —                             | | Curtis                           |
| 2007 | «Amusement Park»                                                | 116                           | —                             | —                             | —                             | —                             | —                             | —                             | —                             | —                             | —                             | | Curtis                           |
| 2007 | «I Get Money»                                                   | 20                            | —                             | —                             | 63                            | —                             | —                             | —                             | —                             | 88                            | —                             | - US: Золотой                                                                                       | Curtis                           |
| 2007 | «Ayo Technology» (с участием Джастина Тимберлейка и Тимбалэнда) | 5                             | 10                            | 13                            | 12                            | 5                             | 3                             | 3                             | 1                             | 2                             | 2                             | - US: Золотой - AUS: Золотой - NZ: Золотой                                                          | Curtis                           |
| 2007 | «I’ll Still Kill» (с участием Эйкона)                           | 95                            | 99                            | 51                            | —                             | 28                            | —                             | —                             | 14                            | —                             | —                             | | Curtis                           |
| 2008 | «Get Up»                                                        | 44                            | 73                            | 54                            | 31                            | —                             | —                             | 33                            | —                             | —                             | 24                            | | Внеальбомные синглы              |
| 2009 | «I Get It In»                                                   | 53                            | —                             | —                             | 52                            | —                             | —                             | —                             | —                             | —                             | 75                            | | Внеальбомные синглы              |
| 2009 | «Ok, You're Right»                                              | —                             | —                             | —                             | —                             | —                             | —                             | —                             | —                             | —                             | —                             | | Before I Self Destruct           |
| 2009 | «Baby by Me» (с участием Ne-Yo)                                 | 28                            | 24                            | 54                            | 53                            | —                             | 26                            | 27                            | —                             | 43                            | 17                            | | Before I Self Destruct           |
| 2010 | «Do You Think About Me»                                         | 104                           | —                             | —                             | —                             | —                             | —                             | —                             | —                             | —                             | 105                           | | Before I Self Destruct           |
| 2011 | «Outlaw»                                                        | 87                            | —                             | —                             | 87                            | —                             | —                             | —                             | —                             | —                             | —                             | | Внеальбомный сингл               |
| 2012 | «New Day» (с участием Dr. Dre и Алиши Киз)                      | 79                            | 44                            | —                             | 43                            | 109                           | 53                            | —                             | —                             | —                             | —                             | | Street King Immortal             |
| 2012 | «First Date» (с участием Too Short)                             | —                             | —                             | —                             | —                             | —                             | —                             | —                             | —                             | —                             | —                             | | Street King Immortal             |
| 2012 | «My Life» (с участием Эминема и Адама Левина)                   | 27                            | 28                            | 58                            | 14                            | 61                            | 52                            | 6                             | 33                            | 36                            | 2                             | - AUS: Платиновый                                                                                   | Street King Immortal             |
| 2013 | «Major Distribution» (с участием Snoop Dogg и Young Jeezy)      | 113                           | —                             | —                             | —                             | —                             | —                             | —                             | —                             | —                             | 166                           | | Street King Immortal             |
| 2013 | «We Up» (с участием Кендрика Ламара)                            | —                             | —                             | —                             | 85                            | 135                           | —                             | —                             | —                             | —                             | —                             | | Street King Immortal             |

## Видеоклипы
| Год  | Название                                                         | Режиссёр(ы)                            |
| ---- | ---------------------------------------------------------------- | -------------------------------------- |
| 1999 | Your Life’s On The Line                                          |                                        |
| 2002 | «Wanksta»                                                        | Jessy Terrero                          |
| 2003 | «In da Club»                                                     | Phillip Atwell                         |
| 2003 | «21 Questions (feat. Nate Dogg)»                                 | Domon Johnson, Dr. Dre, Phillip Atwell |
| 2003 | «Many Men (Wish Death)»                                          | Jessy Terrero                          |
| 2003 | «P.I.M.P.» (Remix) (feat. Snoop Dogg & G-Unit)                   | Chris Robinson                         |
| 2003 | «If I Can’t»                                                     | Dr. Dre                                |
| 2005 | «Candy Shop (feat. Olivia)»                                      | Jessy Terrero                          |
| 2005 | «Disco Inferno»                                                  | Jessy Terrero, Ulysses Terrero         |
| 2005 | «Just a Lil Bit»                                                 | Benny Boom                             |
| 2005 | «Rowdy Rowdy»                                                    | J. Kevin Swain                         |
| 2005 | «Outta Control» (Remix) (feat. Mobb Deep)                        | Jessy Terrero                          |
| 2005 | «Hustler’s Ambition»                                             | Anthony Mandler                        |
| 2005 | «Window Shopper»                                                 | Benny Boom                             |
| 2005 | «Best Friend remix (feat. Olivia)»                               | Benny Boom                             |
| 2007 | «Straight to the Bank»                                           | Benny Boom                             |
| 2007 | «Amusement Park»                                                 | Benny Boom                             |
| 2007 | «I Get Money»                                                    | Broadway                               |
| 2007 | «Ayo Technology (feat. Justin Timberlake & Timbaland)»           | Joseph Kahn                            |
| 2007 | «I’ll Still Kill» (feat. Akon) («I Still Will» censored version) | Jessy Terrero                          |
| 2007 | «Follow My Lead (feat. Robin Thicke)»                            | Bernard Gourley                        |
| 2008 | «Get Up»                                                         | The Brothers Strause                   |
| 2009 | «Ok, You’re Right»                                               | Broadway                               |
| 2009 | «Baby By Me (feat. Ne-Yo)»                                       | Chris Robinson                         |
| 2009 | «Do You Think About Me»                                          | Chris Robinson                         |
| 2009 | «Stretch»                                                        | 50 Cent                                |
| 2009 | «Crime Wave»                                                     | 50 Cent                                |
| 2009 | «Flight 187»                                                     |                                        |
| 2009 | «Touch Me»                                                       | 50 Cent                                |
| 2009 | «Funny How Time Flies»                                           | 50 Cent                                |
| 2009 | «I’ll Do Anything»                                               |                                        |
| 2011 | «Queens, NY» (featuring Precious Paris)                          | Jackson Smith                          |
| 2011 | «I Just Wanna» (featuring Tony Yayo)                             | Jackson Smith                          |
| 2011 | «Wait Until Tonight»                                             | Jackson Smith                          |
| 2011 | «Off and On»                                                     | Jackson Smith                          |
| 2011 | «They Burn Me»                                                   |                                        |
| 2011 | «Put Ya Hands Up»                                                | Jackson Smith                          |
| 2011 | «Nah Nah Nah» (featuring Tony Yayo)                              |                                        |
| 2012 | «Shooting Guns» (featuring Kidd Kidd)                            |                                        |
| 2012 | «Murder One»                                                     | Eif Rivera                             |
| 2012 | «Get Busy» (featuring Kidd Kidd)                                 | Eif Rivera                             |
| 2012 | «All His Love»                                                   | Eif Rivera                             |
| 2012 | «OJ» (featuring Kidd Kidd)                                       | Eif Rivera                             |
| 2012 | «Double Up» (featuring Hayes)                                    | Eif Rivera                             |
| 2012 | «Complicated»                                                    | Eif Rivera                             |
| 2012 | «I Ain’t Gonna Lie» (featuring Robbie Nova)                      | Eif Rivera                             |
| 2012 | «Be My Bitch» (featuring Brevi)                                  |                                        |
| 2012 | «Definition of Sexy»                                             |                                        |
| 2012 | «Money»                                                          | Eif Rivera                             |
| 2012 | «First Date» (featuring Too Short)                               | Eif Rivera                             |
| 2012 | «My Life» (featuring Eminem and Adam Levine)                     | Rich Lee                               |
| 2013 | «Major Distribution» (featuring Snoop Dogg and Young Jeezy)      | Eif Rivera                             |
| 2013 | «We Up» (featuring Kendrick Lamar)                               | Eif Rivera                             |